# República do Texas (movimento)

Logotipo da República do Texas usado em alguns documentos de grupos e sites.

República do Texas (em inglês:  Republic of Texas) ou Governo Provisório da República do Texas (em inglês:  Provisional Government of the Republic of Texas) é um movimento que afirma que a anexação do Texas pelos Estados Unidos foi ilegal e que o Texas continua sendo uma nação independente até hoje, mas está sob ocupação. A questão do status legal do Texas levou um grupo a alegar que um governo provisório havia sido restabelecido em 13 de dezembro de 1995. Ativistas dentro do movimento reivindicam mais de 40.000 apoiadores ativos, e pesquisas de opinião pública mostraram um apoio significativo à secessão do Texas ou de outros Estados. Uma pesquisa Reuters/Ipsos de setembro de 2014 descobriu que mais de 34% das pessoas nos Estados do sudoeste eram a favor de seu próprio Estado se separar dos Estados Unidos. No entanto, até agora, os apoiadores não conseguiram transformar esses sentimentos públicos em movimentos concretos em direção a um Texas independente.